# Massimo Mora
Massimo Mora (ur. 2 listopada 1971) – włoski żużlowiec, występujący również na długim torze i na trawie.

## Życiorys
Dwukrotny brązowy medalista indywidualnych mistrzostw Włoch (1996, 1997). Złoty medalista mistrzostw Włoch par klubowych (2009). Siedmiokrotny medalista drużynowych mistrzostw Włoch: dwukrotnie złoty (1991, 2009), trzykrotnie srebrny (2005, 2007, 2008) oraz dwukrotnie brązowy (1990, 2002).
Uczestnik finału indywidualnych mistrzostw świata juniorów we Lwowie w 1990 roku (XI miejsce). Wielokrotny reprezentant Włoch w eliminacjach indywidualnych mistrzostw świata. Wielokrotny finalista indywidualnych mistrzostw świata na długim torze (najlepszy wynik: IV miejsce w 1997 roku). W 1998 r. zdobył brązowy medal indywidualnych mistrzostw Europy na torze trawiastym.